# Zúčtování (film, 2016)
Zúčtování (v anglickém originále The Accountant) je americký akční thriller z roku 2016. Režie se ujal Gavin O'Connor a scénáře Bill Dubuque. Ve filmu hrají Ben Affleck, Anna Kendrick, J. K. Simmons, Jon Bernthal, Jeffrey Tambor a John Lithgow.
Film měl premiéru v Los Angeles 10. října 2016 a do kin byl oficiálně uveden 14. října 2016. Film získal mix kritiky a vydělal přes 139 milionů dolarů.

## Obsazení
| Ben Affleck            | Christian Wolff    |
| Anna Kendrick          | Dana Cummings      |
| J. K. Simmons          | Raymond "Ray" King |
| Jon Bernthal           | Braxton "Brax"     |
| Jeffrey Tambor         | Francis Silverberg |
| John Lithgow           | Lamar Blackburn    |
| Cynthia Addai-Robinson | Marybeth Medina    |
| Jean Smart             | Rita Blackburn     |
| Andy Umberger          | Ed Chilton         |
| Alison Wright          | Justine            |

## Produkce
12. listopadu 2014 magazín Variety prozradil, že se mluví o tom, že se Anna Kendrick v projektu připojí k Affleckovi. O den později se připojil J. K. Simmons. V listopadu se také začalo mluvit o Jonovi Bernthalovi. V lednu 2015 se připojili Cynthia Addai-Robinson, Jeffrey Tambor a John Lithgow.Natáčení začalo 19. ledna 2015 v Atlantě v Georgii.

## Přijetí
K 23. listopadu 2016 film vydělal 81,5 milionů dolarů v Severní Americe a 57,7 milionů dolarů v ostatních oblastech, celkově tak vydělal přes 139 milionů dolarů po celém světě. Rozpočet filmu činil 44 milionů dolarů. V Severní Americe byl oficiálně uveden 14. listopadu 2016, společně s filmy Max Steel a Kevin Hart: What Now? . Za první víkend docílil nejvyšší návštěvnosti, kdy vydělal 24,7 milionů dolarů. Druhý víkend docílil čtvrté nejvyšší návštěvnosti, kdy vydělal 13,6 milionů dolarů.
Film získal mix recenzí od kritiků. Na recenzní stránce Rotten Tomatoes získal z 225 započtených recenzí 51 procent s průměrným ratingem 5,6 bodů z deseti. Na serveru Metacritic snímek získal z 45 recenzí 51 bodů ze sta. Na Česko-Slovenské filmové databázi snímek získal 82 %.